# Стернс (Кентаки)
Стернс (енгл. Stearns) насељено је место без административног статуса у америчкој савезној држави Кентаки.

## Демографија
По попису из 2010. године број становника је 1.416, што је 170 (-10,7%) становника мање него 2000. године.
| Група             | 2000.         | 2010.         |
| Белци             | 1.556 (98,1%) | 1.392 (98,3%) |
| Афроамериканци    | 0 (0,0%)      | 0 (0,0%)      |
| Азијати           | 0 (0,0%)      | 1 (0,1%)      |
| Хиспаноамериканци | 6 (0,4%)      | 0 (0,0%)      |
| Укупно            | 1.586         | 1.416         |